# Maison de la poésie au Maroc
La Maison de la Poésie au Maroc est une association culturelle marocaine à but non lucratif, dédiée à la poésie et la protection des droits des poètes en général. L'association a été fondée le 8 avril 1996, à l'initiative d'un groupe de poètes marocains, à savoir Mohamed Bentalha, Mohamed Bennis, Salah Bousreef et Hassan Najmi.

## Objectifs de la Fondation
L'Association Maison de la Poésie au Maroc se présente comme un organe qui défend la poésie en général, et la dignité des poètes en particulier, en plus de la promotion du rôle important de la poésie dans la communication et la valorisation de son apport à la civilisation et l'humanité en général.

## Prix Argana de poésie

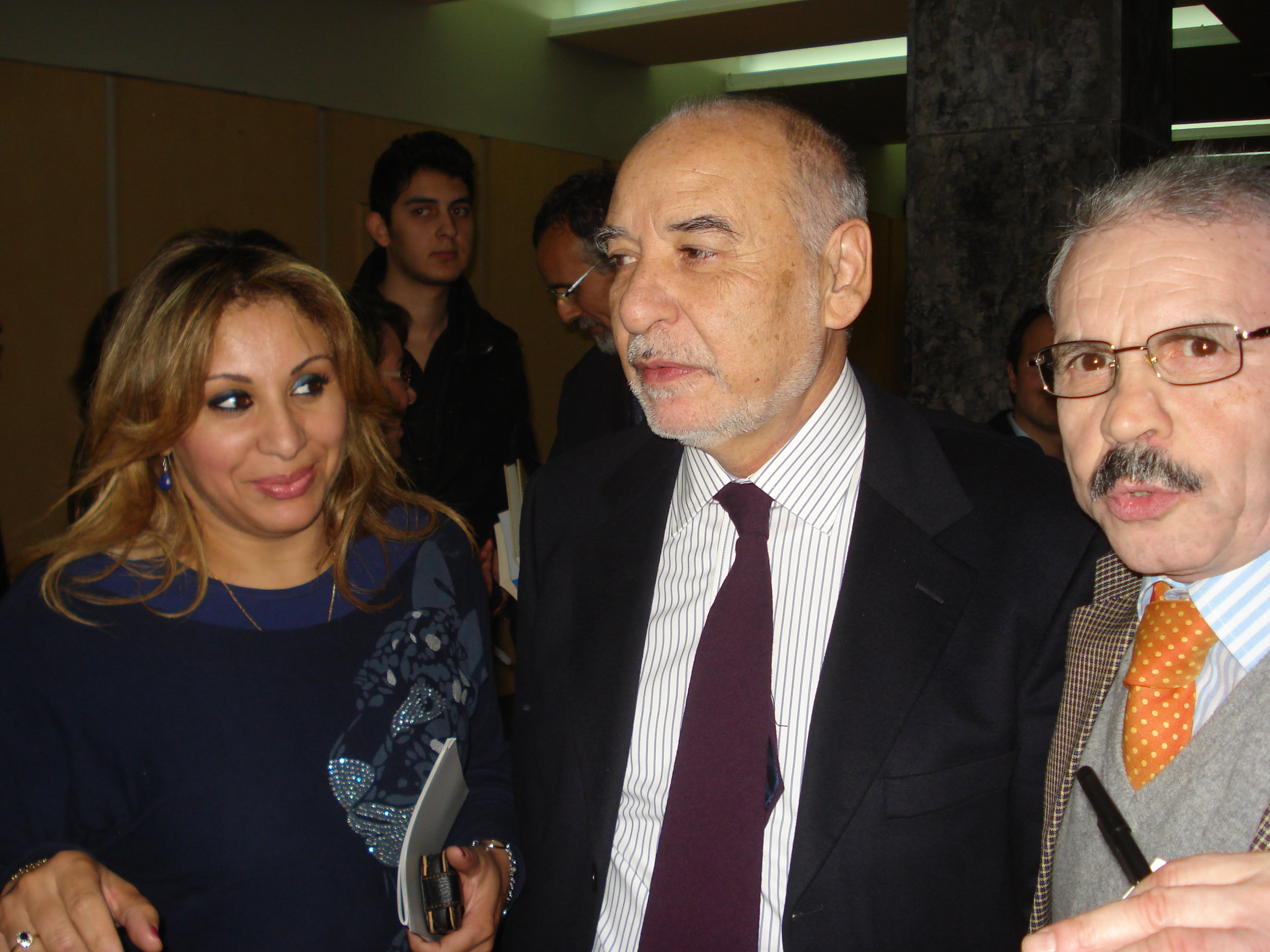
La cinquième édition du Prix de poésie Argana a été décernée à Tahar Ben Jelloun.

L'association organise chaque année un prix de poésie, pour lequel elle a choisi le nom de Prix international de poésie Argana, et dont le nom est inspiré de l'arganier, un arbre emblématique au Maroc. Ce prix, qui a vu le jour en 2002, a été décerné à plusieurs poètes de différentes nationalités, notamment les Américains Charles Simic et Marilyn Hacker, le Français Yves Bonnefoy, le poète palestinien Mahmoud Darwish, dont le frère Ahmed Darwish avait reçu le prix dans un hommage à  feu Mahmoud, et les marocains Mohamed Achaari et Tahar Ben Jelloun, tandis que la première édition du prix avait été attribuée au poète chinois Bi Dao.

## Conseil d'administration
Un comité exécutif gère l'établissement et élit son président lors de la tenue de l'assemblée générale. Mourad Kadiri est le président actuel. Ses prédécesseurs étaient en ordre chronologique: Mohammed Bennis, Abderrahman Tenkoul, Hassan Najmi et Najib Khadari.